# Duitse gentiaan
De Duitse gentiaan (Gentianella germanica, basioniem: Gentiana germanica) is een tweejarige plant die behoort tot de Gentiaanfamilie (Gentianaceae). De plant komt voor in kalkrijke graslanden. De plant komt voornamelijk voor in Zuid-Duitsland in met name de Beierse Alpen en in de Beierse en Baden-Württemberger Jura. De plant staat op de Nederlandse Rode lijst van planten als zeer zeldzaam en matig afgenomen. In Nederland is de plant vanaf 1 januari 2017 niet meer wettelijk beschermd.
De plant wordt 15–35 cm hoog.
De Duitse gentiaan bloeit van augustus tot november met lilablauwe soms witte, 2-3,5 cm grote bloemen. De bloemkroon is meestal vijftallig. De kelkslippen zijn lijnlancet- tot lancetvormig en hebben vaak een omgerolde rand. De bochten tussen de slippen zijn spits. De keel van de bloemkroon is van binnen gebaard. De bloemen worden bestoven door bijen en hommels.
De vrucht is een doosvrucht.

## Plantengemeenschap
De Duitse gentiaan is een kensoort voor het kalkgrasland (Gentiano-Koelerietum).

## Namen in andere talen
- Duits: Deutscher Kranzenzian
- Engels: Chiltern Gentian
- Frans: Gentiane d'Allemagne